# شهرستان وویی (هبئی)
شهرستان وویی (به انگلیسی: Wuyi County) یک شهرستان در چین است که در هنگشوی واقع شده‌است. شهرستان وویی ۸۳۰ کیلومتر مربع مساحت و ۳۱۰٬۰۰۰ نفر جمعیت دارد و ۲۱ متر بالاتر از سطح دریا واقع شده‌است.